# Diangathia bovifrons
Genre
Espèce
Diangathia bovifrons, unique représentant du genre Diangathia, est une espèce d'opilions eupnois de la famille des Sclerosomatidae.

## Distribution
Cette espèce se rencontre en Inde et au Népal.

## Publication originale
- Roewer, 1955 : « Indoaustralische Gagrellinae (Opiliones, Arachnidae). (Weitere Weberknechte XVIII). 4. Teil (Schluss). » Senckenbergiana Biologica, vol. 36, p. 123–171.